# مارتین دالین
مارتین دالین(به انگلیسی: Martin Dahlin) (زاده ۱۶ آوریل ۱۹۶۸ اودولا) بازیکن سابق فوتبال اهل کشور سوئد بود.